# Wyrd Miniature
Wyrd Miniatures produit une gamme de figurines métalliques et plastiques de 32 mm, de plusieurs genres pour les peintres et les joueurs. Mise en place et offrant à ses premières figurines en 2005, la société appartient à Nathan Caroland et Eric Johns.  En 2009, Wyrd a publié son premier jeu, Malifaux,  situé dans une ville dystopique, dans un monde parallèle. En 2011, ils présentent le jeu de plateau Puppet-Wars.

## Histoire
Une brève histoire de l'entreprise et de son fondateur peut être lue dans le livre de règles de Malifaux.

« J'ai parlé à beaucoup de gens, posé sans cesse des questions, on m'a dit à plusieurs reprises que le marché était saturé et de ne pas colporter mes marchandises ou mes demandes lorsque cela n'est pas voulu, et finalement d'enterrer mon projet avant que j'ai commencé. Heureusement que j'ai la tête dure. Finalement, j'ai compris ce dont j'avais besoin et j'ai eu à travailler avec beaucoup de grands personnages qui ont non seulement répondu à mes questions, mais soutenu ma quête pour créer des figurines intéressantes. Je vais être honnête, j'ai eu de la chance et j'ai pu parler aux bonnes personnes, trouver les sculpteurs qui convenaient à mes besoins, et a obtenir quelques peintres fantastiques pour offrir à ces figurines un regard fier avant de déchaîner leur courroux sur le monde en Décembre 2005. »

— Nathan Caroland, Malifaux, 2009
Les premières années de la société se sont concentrées sur la fabrication des figurines pour le marché de la peinture et des wargames. Selon Eric Johns, cela a commencé avec Nathan mettre sur pied un mini plaisir après être devenus amis avec un sculpteur. C'est seulement en 2007 qu'ils ont décidé d'avancer comme une véritable entreprise et ont commencé à développer leurs propres règles de jeu pour aller avec leur figurines. 
Après la sortie de Malifaux en 2009, qui incorpora la majeure partie de leur gamme de figurines, vint une période d'expansion rapide, et en mars 2011, la société a déménagé pour la deuxième fois en 16 mois, soi-disant pour s'adapter à sa croissance. Ils s'installèrent dans de grands bureaux avec un entrepôt. 
En 2010, Wyrd Miniatures fit un partenariat avec le producteur de jeux de guerre miniatures et de terrains WorldWorks, qui a conduit à la conception de terrains en carton pour Malifaux, appelés Terraclips.
En 2012, la société fait un passage du métal au plastique, citant la hausse des prix de 80 % du métal blanc pendant les deux années précédentes. Ce passage leur permirent de se tourner vers la conception numérique, et établirent un partenariat avec la firme de jouets en plastique Ghost Studio.

## Conception
Quand il s'agit de concevoir des miniatures, l'entreprise fait appel à des artistes indépendants. Les sculpteurs sont des artistes comme Steve et Ben Saunders, Gael Goumon, Kevin White, Paul Muller, James Van Schaik, Stefan Niehues, Edgar Ramos, Edgar Skomorowski, Steve Buddle, Werner Klocke, Jeff Grace, Thaïlandais, Jeff Wilhelm, Rob Cardiss et Emanuele Giovagnoni.

### Ligne de Production Numérique
En 2012, le partenariat avec Ghost Studio conduit Wyrd à la présentation d'une nouvelle gamme de figurines en plastique pour Malifaux, à l'aide d'une chaîne de production entièrement numérique, que l'on appelle Freeform 3D Solution de Geomagic . Selon Geomagic, leur plate-forme de conception de produits biologiques peut sculpter des formes, des textures ou des reliefs produits avec des détails et des articulations que la géométrie traditionnelle ne peut tout simplement pas gérer,. 

## Liens Externes
- Wyrd Site Officiel de Wyrd Miniatures
- Malifaux Site Officiel de Malifaux
- PullmyFinger Wiki tactique des fans de Malifaux
- Puppet-Wars'Site Officiel de Pupper Wars'